# Basilio Zanchi
Pour les articles homonymes, voir Zanchi.
Basilio Zanchi (v. 1501-1558) était un érudit, un humaniste et un écrivain italien du XVIe siècle.

## Biographie
Basilio Zanchi naquit à Bergame vers 1501. Confié par son père aux soins de Giovita Rapicio, il s’appliqua dès l’enfance à l’étude des langues anciennes avec tant d’ardeur qu’à dix-sept ans il avait déjà terminé le Dictionnaire d’épithètes latines qu’il mit au jour dans la suite. Le désir de perfectionner son talent naturel pour la poésie l’ayant conduit de bonne heure à Rome, il s’acquit bientôt une telle réputation que Francesco Arsilli le combla d’éloges dans son ouvrage De poetis urbanis, où il le place à côté des littérateurs les plus distingués. L’usage obligeait les membres de l’académie romaine à changer de nom, Pour s’y conformer, il prit celui de L.-Petreius Zanchus, sous lequel il publia ses premiers essais poétiques. C’était une légère altération du nom de Pietro, qu’il avait reçu au baptême. Après la mort du pape Léon X, il revint à Bergame, et en 1524, à l’exemple ses deux frères, il entra dans l’ordre des chanoines de Latran. Alors il quitta son nom académique pour prendre celui de Basilio, qu’il a con depuis. Dans la première ferveur de son nouvel état, il abandonna la culture des lettres, voulant se livrer exclusivement à l’étude de la théologie et des Livres saints ; mais, heureusement pour sa gloire, il ne tarda pas à revenir au culte des Muses, et sou poème De horto Sophiæ, dans lequel il a décrit en beaux vers les dogmes et les principes du christianisme, accrut la réputation que lui avaient value ses premiers essais. Son séjour dans les principales villes d’Italie, à Padoue, à Ravenne, à Bologne, fut marqué par de nouveaux succès. Ses talents, son ardeur infatigable pour l’étude et ses qualités personnelles lui méritèrent partout de nombreux amis. Suivant Ghilini (Teatro d’uomini illustri, t. 1er, p. 26), Bayle, le P. Niceron et même l’abbé Serassi, Basilio fut, en 1559, nommé garde de la Bibliothèque apostolique vaticane ; mais deux lettres, l’une de Paul Manuce (Epist., t. 4, p. 28) et l’autre de Latino Latini, prouvent que cet illustre poète était mort dans un cachot, à la fin de 1558. Dans le cours de cette même année, le pape Paul IV avait enjoint aux religieux qui vivaient hors du cloître d’y rentrer sur-le-champ, sous peine de la prison et même des galères. Or, Basilio était du nombre, et sa désobéissance aux ordres du pontife fut, suivant Tiraboschi (Storia della letterat. ital., t. 7, p. 1382), la cause de son emprisonnement : mais il n’est pas probable que, pour une faute aussi légère, on eût traité d’une manière si rigoureuse un homme doué d’un si beau talent et qui comptait des amis même parmi les membres du Sacré Collège. Basilio appartenait à l’ordre des chanoines de Latran, dont un assez grand nombre avait embrassé les opinions nouvelles, qui faisaient chaque jour des progrès en Italie. On peut donc conjecturer avec Francesco Saverio Salfi que Basilio fut condamné pour la même raison que Pier Angelo Manzolli, quoique ses écrits ne contiennent rien qu’on lui puisse reprocher (voy. Hist. littér. d’Italie, t. 10, p. 292). Dans un siècle si fécond en bons poètes, il n’en est aucun qui ait surpassé Zanchi sous le rapport de l’harmonie et de l’élégance du style, et ce mérite rachète bien des défauts, surtout en Italie.

## Œuvres
On a de lui : 
- De horto Sophiæ libri duo ad P. Bembum cardinalem ; accedunt ejusdem varia poemata, quæ olim sub L. Petræi Zanchi nomine edidit[2], Rome, 1540, in-4° ; ibid., 1553, in-8°, avec les Quæstiones in IV libros Regum et II Paralipomenon ;
- Poemata libri VIII, Rome, 1550, in-8° ; ibid., 1553 ; Bâle, 1555, avec les poésies de son ami Lorenzo Gambara ; Bergame, 1747, in-8°. Cette dernière édition, que l’on doit à l’abbé Serassi, est plus complète que les précédentes. Dans sa Notice sur Zanchi, l’éditeur n’a point cherché à découvrir les motifs de son emprisonnement, parce qu’il se réservait de le faire dans ses Scrittori Bergamaschi ; mais il est mort avant d’avoir pu terminer cet ouvrage. Le premier livre des poésies de contient l’Hortus Sophiæ ; les deux vants et le huitième, des sujets pieux ; le quatrième, deux épithalames, deus épîtres à Léon X et à Charles Quint, un poème sur une éclipse de soleil et enfin des regrets sur la mort de J.-César Gryphoni, de J. Cotta et de Sannazar ; le cinquième, des églogues ; le sixième et le septième, des mélanges.
- Verborum latinorum ex variis auctoribus epitome ; ejusdem verborum quæ in Marii Nizolii observationibus in Ciceronem desiderantur appendix, Rome, 1541, in-4° ; Bâle (ou Berne), 1543, in-8°. C’est un dictionnaire avec un renvoi des mots aux auteurs qui s’en sont servis ;
- Epithetorum commentarii, ib., 1542, in-4° ; réimprimé sous le titre de Dictionarium poeticum et epitheta veterum poetarum, Mons (Montibus), 1612, in-8°. Suivant les rédacteurs du catalogue de la bibliothèque de Paris (Belles-Lettres, t. 10, p. 924) c’est moins un dictionnaire d’épithètes que des noms propres. Zanchi avait entrepris un dictionnaire d’épithètes grecques, qu’il n’eut pas le loisir de terminer.
- In omnes divinos libros notationes, Rome, 1553, in-4° ; Spire, 1558 ; Cologne, 1602, in-8°. On conserve à la Bibliothèque apostolique vaticane deux Index de Zanchi, l’un de Lucain et le second de Catulle et de quelques autres poètes.